# ディファンタール
ディファンタール （Dieffenthal）は、フランス、グラン・テスト地域圏、バ＝ラン県のコミューン。

## 地理
ディファンタールはアルザスワイン街道（fr）沿いにある。シュルヴィールとダンバック＝ラ＝ヴィルに挟まれている。

## 歴史
ディファンタールはローマ時代から知られていた。1000年頃にはTieffenthalの名で言及されていた。オンクール修道院がディファンタールの領主であった。1525年、ドイツ農民戦争で村は破壊された。村は再び部分的に再建された。村の面積の多くはブドウ畑が占めている。村はワインづくりで繁栄してきた。

## 人口統計
| 1962年 | 1968年 | 1975年 | 1982年 | 1990年 | 1999年 | 2004年 |
| ------ | ------ | ------ | ------ | ------ | ------ | ------ |
| 170    | 176    | 174    | 166    | 246    | 226    | 234    |

参照元:Insee